# Milaan-San Remo 2020
De 111e editie van de wielerwedstrijd Milaan-San Remo was gepland op 21 maart maar werd op 6 maart uitgesteld vanwege de coronapandemie. De wedstrijd werd uiteindelijk gehouden op 8 augustus 2020.
De renners legden een parcours af van 306 kilometer tussen Milaan en San Remo, waar de race eindigde op de Via Roma. De wedstrijd maakte deel uit van de UCI World Tour 2020. Titelverdediger was de Fransman Julian Alaphilippe. Hij werd in deze editie tweede in een sprintduel met de Belg Wout van Aert.

## Koersverloop
Al na twee kilometer koers ontstaat de kopgroep van de dag met Mattia Bais, Manuele Boaro, Alessandro Tonelli, Damiano Cima, Héctor Carretero, Fabio Mazzucco en Marco Frapporti. Het peloton geeft ze een vrijgeleide en de kopgroep krijgt snel een voorsprong van rond de zeven minuten. Vlak voordat de renners de kust bereiken, wordt de kopgroep ingerekend. 
In de aanloop naar de Cipressa, het startpunt van de finale, krijgt titelverdediger Julian Alaphilippe te maken met een lekke band. Hij weet echter terug te keren in het peloton voor de Cipressa. Ondertussen proberen meerdere renners aan te vallen op de Cipressa zonder succes. Aan de achterkant verliezen sprinters als Sam Bennett, Caleb Ewan en Fernando Gaviria de aansluiting met het peloton. Op de laatste beklimming van de race, de Poggio, trekt Alaphilippe ten aanval. De enige die hem enigszins kan volgen, is Van Aert. In de afdaling werken de tweede goed samen en hielden stand tegen een achtervolgende groep.

## Uitslag
| Plaats  | Naam                 | Ploeg                 | Tijd     |
| ------- | -------------------- | --------------------- | -------- |
| Winnaar | Wout van Aert        | Team Jumbo-Visma      | 7u16'09" |
| 2       | Julian Alaphilippe   | Deceuninck–Quick-Step | z.t.     |
| 3       | Michael Matthews     | Team Sunweb           | + 2"     |
| 4       | Peter Sagan          | BORA-hansgrohe        | z.t.     |
| 5       | Giacomo Nizzolo      | NTT Pro Cycling       | z.t.     |
| 6       | Dion Smith           | Mitchelton-Scott      | z.t.     |
| 7       | Alex Aranburu        | Astana Pro Team       | z.t.     |
| 8       | Greg Van Avermaet    | CCC Team              | z.t.     |
| 9       | Philippe Gilbert     | Lotto Soudal          | z.t.     |
| 10      | Matej Mohorič        | Bahrain McLaren       | z.t.     |
| 11      | Andrea Vendrame      | AG2R La Mondiale      | z.t.     |
| 12      | Tadej Pogačar        | UAE Team Emirates     | z.t.     |
| 13      | Mathieu van der Poel | Alpecin-Fenix         | z.t.     |
| 14      | Oliver Naesen        | AG2R La Mondiale      | z.t.     |
| 15      | Michał Kwiatkowski   | Team INEOS            | z.t.     |
| 16      | Davide Formolo       | UAE Team Emirates     | z.t.     |
| 17      | Matteo Jorgenson     | Movistar Team         | z.t.     |
| 18      | Alberto Bettiol      | EF Education First    | z.t.     |
| 19      | Zdeněk Štybar        | Deceuninck–Quick-Step | z.t.     |
| 20      | Tiesj Benoot         | Team Sunweb           | z.t.     |